# Lugdunum Convenarum
Pour les articles homonymes, voir Lugdunum (homonymie).
 (novembre 2020).
Lugdunum Convenarum, littéralement « colline du dieu Lug des Convènes » est le nom habituellement donné aujourd'hui à une importante cité urbaine antique aquitano-romaine du sud-ouest de la Gaule romaine, correspondant à l'actuel village de Saint-Bertrand-de-Comminges.

## Histoire
En 72 av. J.-C., Pompée revient d'Espagne pour aider Metellus à combattre un autre ancien général romain, Sertorius, félon qui voulait prendre son indépendance. Sertorius meurt assassiné par un de ses lieutenants, M. Perperna (ou Perpenna) Vento. Pour fixer ses troupes devenues inutiles, Pompée aurait fondé à Lugdunum Convenarum, (Saint-Bertrand-de-Comminges) un fort sur cet oppidum naturel. Cependant, plus récemment, les archéologues  considèrent que la ville aurait été fondée plus tard, à l'époque augustéenne.
La ville devait devenir un foyer de romanisation de toute cette région (Montmaurin, Valcabrère, Valentine, Thermes de Luchon et du val d'Aran...) et contribuer à y fixer les populations aquitano-romaines.
Le centre de la ville romaine de Lugdunum s'est fixé à un carrefour de routes où se tenait un marché important. Le monument à enceinte circulaire fut édifié dans les années 10 ap. J.-C. à l'emplacement de ce carrefour primitif. La ville elle-même est mentionnée sur plusieurs itinéraires antiques, l'itinéraire d'Antonin et la table de Peutinger.
Autour de ce centre symbolique furent construits en l'espace de deux générations une ville dotée de ses principaux monuments publics : temple au culte de l'empereur, thermes publics (thermes du forum et thermes du nord), marché (macellum), théâtre ; puis dans les siècles suivants et vers la périphérie : amphithéâtre, camp militaire, port au bord de la Garonne, etc.
L'empereur romain Caligula destitue l’ethnarque Hérode Antipas et l’exile, suivi de son épouse Hérodiade à Lugdunum Convenarum en 39.
La tradition veut que, dans sa plus grande extension, la ville ait couvert toute la superficie de la vallée et ait été plus étendue que Lutèce à la même époque. Un dicton latin précise « qu'un chat aurait pu aller de toiture en toiture depuis Lugdunum jusqu'à Valentine », soit 12 km. Cette ville rassemblait 10 000 habitants au moment où, d'après Pomponius Mela[réf. souhaitée], Toulouse, principale ville de la région, en comptait 20 000.
Au Ve siècle, malgré l'édification du rempart qui fortifiait la ville haute, la vie persistait dans la plaine autour de centres nouveaux comme la basilique chrétienne. Mais de nombreux édifices furent pillés pour leurs pierres et leur décoration de marbre, réutilisées ailleurs (comme pour la basilique Saint-Just de Valcabrère) ou transformées en chaux. En outre, il faut imaginer la permanence d'une occupation humaine qui retrouva un nouvel éclat à la fin du XIIe siècle avec l'édification de la cathédrale fondée par saint Bertrand : la cité devient alors Saint-Bertrand-de-Comminges.

## Toponymie
Lug est un dieu celte, dont le nom semble apparenté au mot latin lux, "lumière".
Le suffixe -dunum est un élément celte signifiant "colline", présent dans de nombreux toponymes en France (Augustodunum, "colline d'Auguste" : Autun, par exemple).
La ville est donc connue dès le Ier siècle, chez les géographes grecs, Strabon, puis Ptolémée, comme Λουγδουνον, la ville des Κονουενοι, (les Convènes). Puisque Hérode Antipas y aurait été exilé, le nom de la ville est cité seul dans les chroniques de l'historien Flavius Josèphe  qui, en revanche, ne cite jamais les Convènes. Il en est de même, au IIIe siècle, dans l'Itinéraire d'Antonin (Itinerarium Provinciarum Antonini Augusti).
Au IVe siècle, saint Jérôme n'utilise plus le nom de Lugdunum, mais parle de la ville de Convenae, où les Convènes se rassemblèrent, in unum oppidum congregavit, et où ils prirent leur nom, unde et nomen Convenarum accepit. À partir de cette date et durant tout le Moyen Âge, c'est le nom de Convenae qui est utilisé par Sidoine Apollinaire et Grégoire de Tours.
Les Convènes, ou "peuples rassemblés", con-venit en latin, seraient en effet, le nom donné aux populations qui se seraient trouvées dans cette partie du piémont pyrénéen, qui correspond à peu près au plateau de Lannemezan. En fait, ce nom est donné surtout par opposition avec les Volques Tectosages de Toulouse, aux Auscii d'Auch, et autres Celtibères.
Le nom Convenae et ses différentes variantes, apparaissant notamment dans les écrits de ses évêques, a évolué en Commenae, puis en Comminges.
L'association de la dénomination antique Lugdunum et de celle médiévale de Convenae, serait une création plus moderne, destinée surtout à la différencier de Lugdunum-Lyon, à partir du XIXe siècle. Une traduction épigraphique approximative en 1866 aurait en particulier accrédité cette construction.

## Fouilles archéologiques
La ville aquitano-romaine se révèle à partir de 1913 grâce aux premières investigations archéologiques. Pendant plus d'un demi-siècle, des campagnes de fouilles mettent au jour un temple, un forum, un trophée, un marché, des thermes romains, des habitations privées et une église à plan basilical permettant la reconstitution progressive de l'histoire du site, des origines à la fin du VIe siècle.
Arrêtée en 1970, la recherche archéologique reprend intensément à partir de 1985. 
Depuis 2015, le site est le lieu d'un chantier-école archéologique de l'Université de Lille 3, sous la direction de William Van Andringa, grâce au programme « Mourir à Lugdunum/Saint-Bertrand-de-Comminges ». Ce programme d'étude porte sur l'étude des ensembles funéraires établis dans la périphérie urbaine de Lugdunum. Il s'intéresse à la fois aux pratiques funéraires (modes inhumatoires, objets du rite, architecture, rituels et gestes), et à l'évolution de l'organisation spatiale des nécropoles de la ville au fil de son développement urbain. Les fouilles de l'année 2016 se sont intéressées au lieu-dit « Herranne », où un mausolée romain avait déjà été découvert au XIXe siècle. Une vaste esplanade funéraire a été mise au jour autour de ce mausolée, mitoyenne d'un établissement agricole.

## Le trophée augustéen
Le site archéologique de Saint-Bertrand-de-Comminges est surtout connu pour son trophée augustéen découvert en 1926. Il était composé de sculptures de marbre en ronde-bosse représentant des trophées d’armes, d’allégories et de captifs. Ce trophée se composait de trois groupes :  un trophée naval et deux trophées terrestres. Il fut élevé à la fin du Ier siècle av. J.-C., après les victoires d'Auguste en Gaule du Sud et en Espagne. Seuls 134 fragments ont été découverts mais ce trophée demeure  parmi les plus complets connu à ce jour.

## Principaux monuments
- Le monument à enceinte circulaire maintenait dans le centre de la cité le souvenir du carrefour primitif. Il comprend un soubassement carré, au centre, qui devait supporter un monument en grand appareil (sans doute une colonne sur son socle), et un muret délimitant une aire circulaire ouverte à l'est. Ce monument fut construit au début de notre ère.
- Les thermes du forum ont été construits durant le règne d'Auguste et réaménagé dans la deuxième moitié du Ier siècle ap. J.-C. Les thermes du Nord furent construits au milieu du Ier siècle ap. J.-C. Outre les salles traditionnelles des thermes romains (caldarium, tepidarium, frigidarium, sudatorium), cet établissement possédait une piscine (natatio), une palestre et des boutiques. On peut encore apercevoir une partie du système de chauffage par hypocauste du caldarium.
- Le macellum (marché) fut édifié au début de notre ère en bordure du forum. Incendié et reconstruit au IIe siècle, il fut rasé au IVe siècle et recouvert par un édifice non identifié. Avec ses 55 mètres de long et ses 26 mètres de large, le macellum de Lugdunum est le plus grand des marchés connus aujourd'hui dans les provinces occidentales de l'Empire romain.
- Situé en plein cœur de la ville, à proximité du carrefour originel, le forum ou place centrale est resté un vaste espace vide durant toute l'histoire de Lugdunum. À la fin du IIe siècle fut construit un petit temple (peut-être dédié à Hercule), accolé au grand mur sud. Un portique fut édifié à l'est et à l'ouest au IVe siècle.
- Le temple central de la ville, édifié au début de notre ère, s'apparente à un sanctuaire de la religion impériale officielle. Du monument ne subsiste que la fondation du temple entouré d'une cour et d'un portique (une partie est ensevelie sous la D 26 et l'école). Au centre de la cour, face au temple, se dressait un massif carré, autel ou base d'un groupe statuaire.
- Le théâtre, construit à flanc de colline au début de notre ère, fut agrandi au cours du Ier siècle. Il pouvait accueillir 5000 spectateurs. L'édifice fut pillé au Moyen Âge et certains de ses décors de marbre réutilisés dans la construction de la basilique Saint-Just de Valcabrère. La partie orientale du théâtre est la mieux conservée avec une grande arche de maçonnerie.
- Les remparts de la cité haute ont été construits au tout début du Ve siècle : long de 875 mètres, ils enfermaient une superficie de 4 hectares. Le noyau antique de la maçonnerie se distingue encore très nettement aujourd'hui. Ils ont été inscrits a l'inventaire des monuments historiques le 13 décembre 1956[7].
- La basilique paléo-chrétienne, avec la cathédrale Sainte-Marie et la basilique Saint-Just de Valcabrère est le troisième édifice de culte chrétien connu à Lugdunum pour l'Antiquité. Elle fut construite au Ve siècle et comportait une nef de 20 mètres de long avec un chevet plat. Les inhumations ne cessèrent jamais sur le site, où la chapelle romane de Saint-Julien et son cimetière succédèrent directement à la basilique antique.

### Images

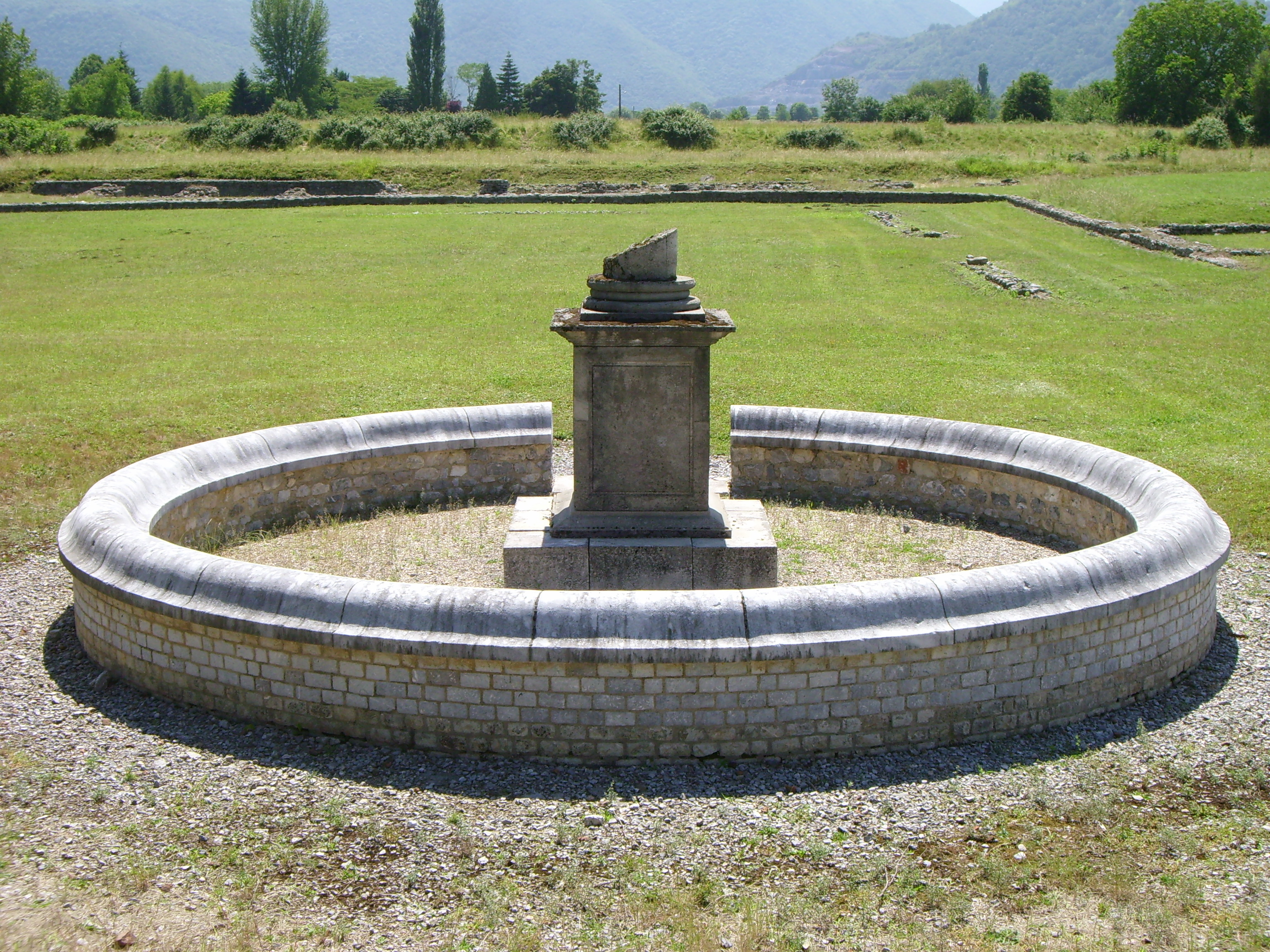
Le monument à enceinte circulaire.
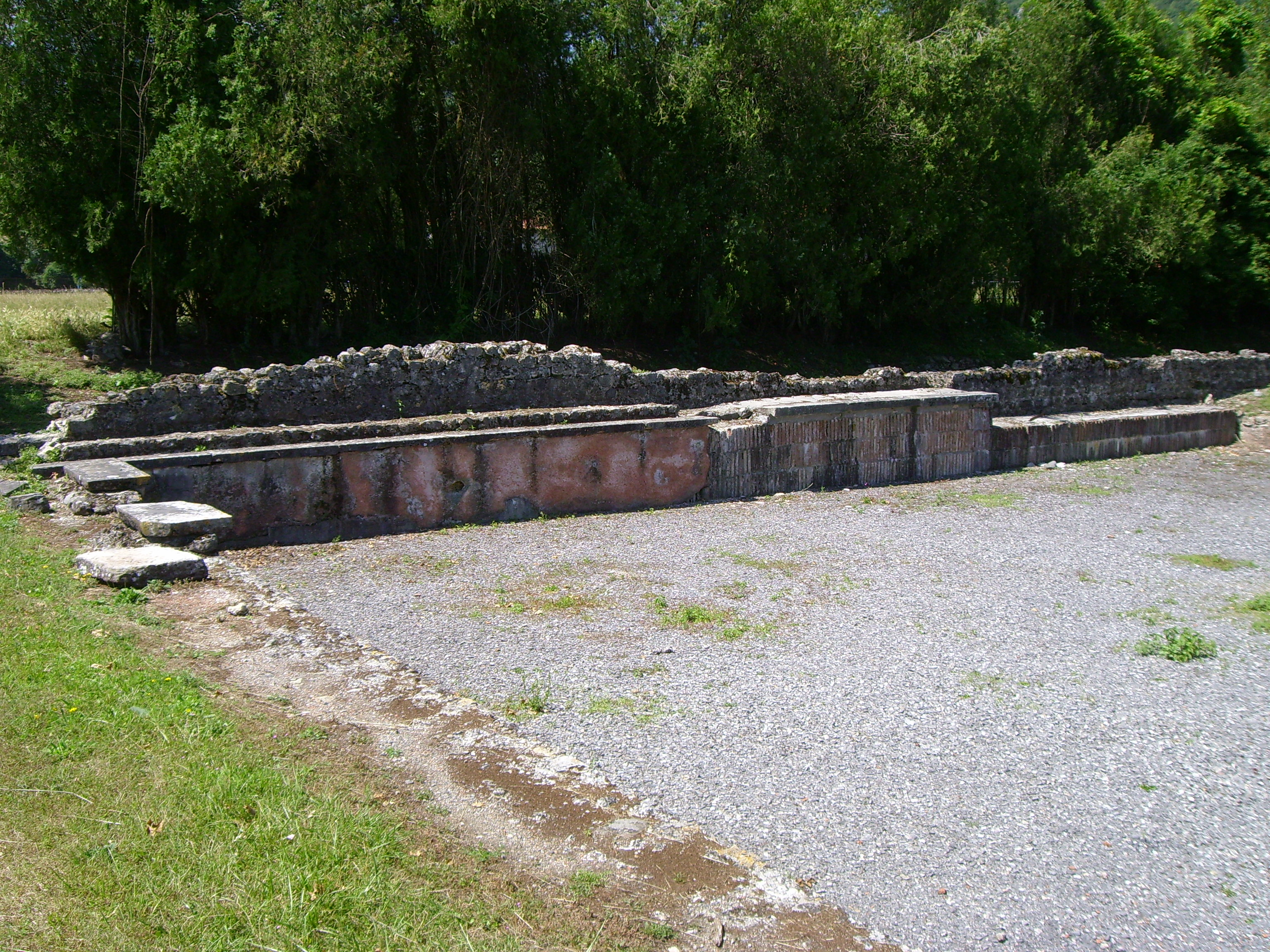
La piscine des thermes du nord.
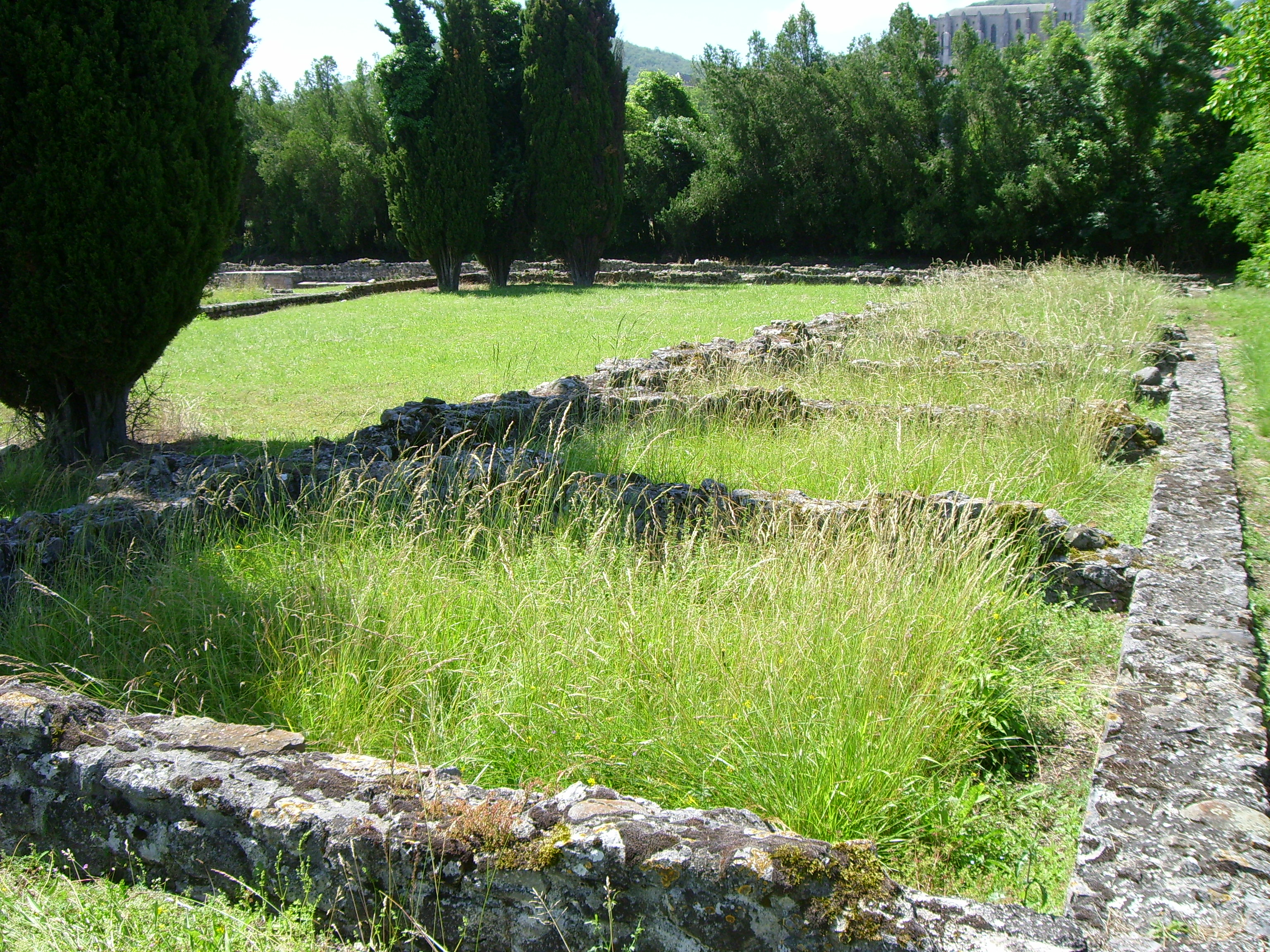
Les boutiques des thermes du nord, ouvrant sur la palestre.
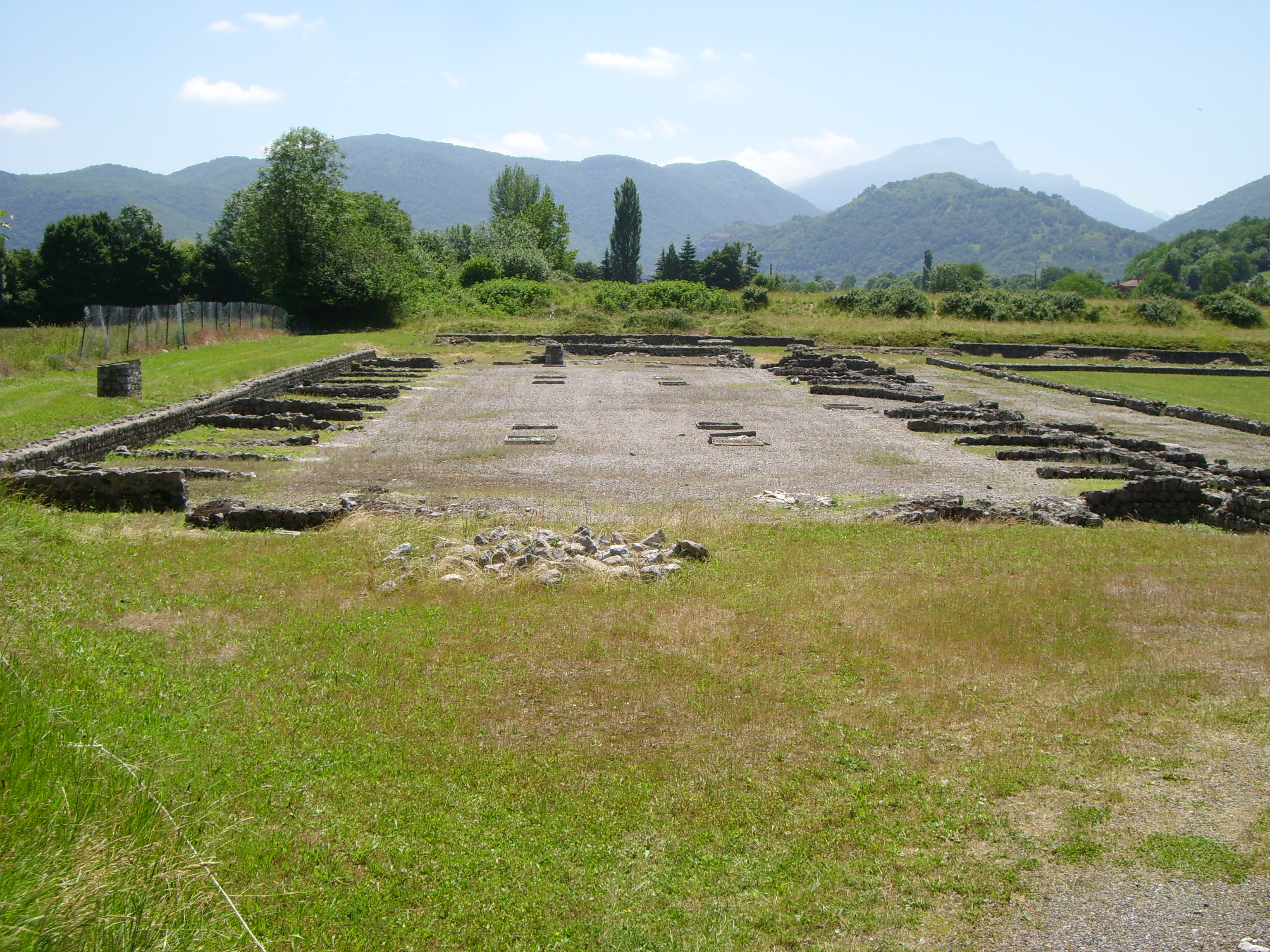
Le marché (macellum).
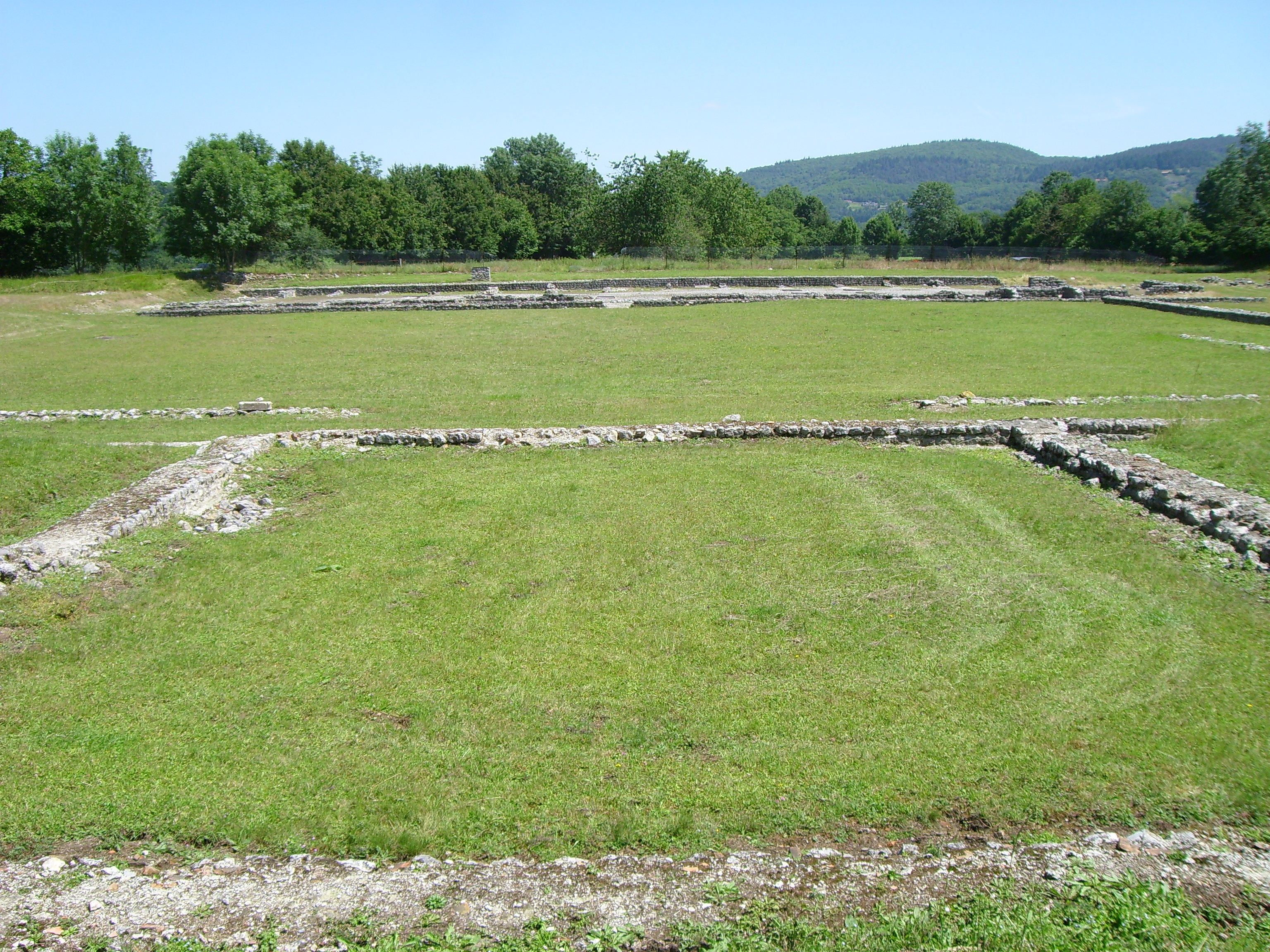
Le temple d'Hercule (premier plan), le forum et le marché (en arrière-plan).
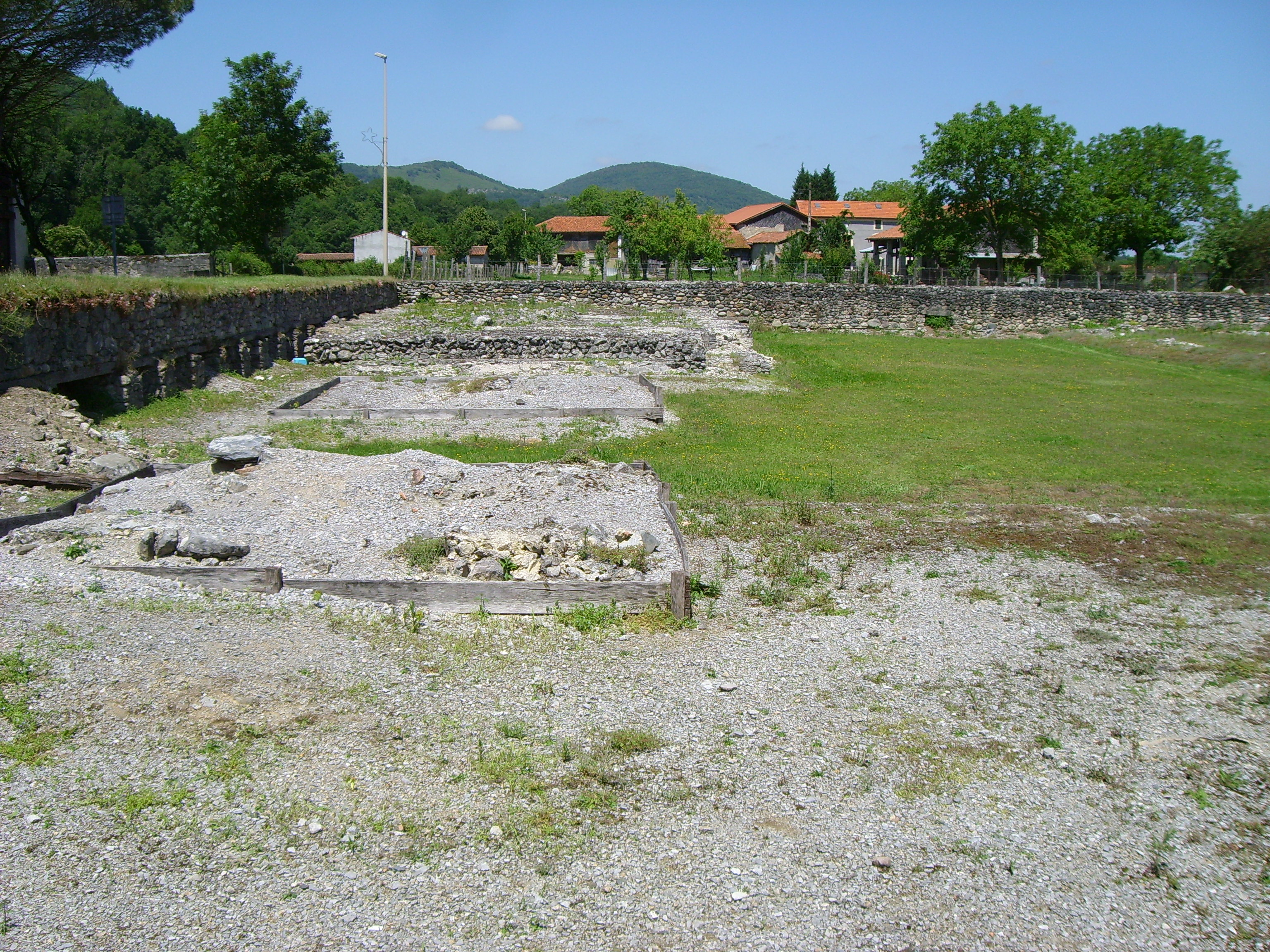
Le temple dédié au culte de l'empereur.
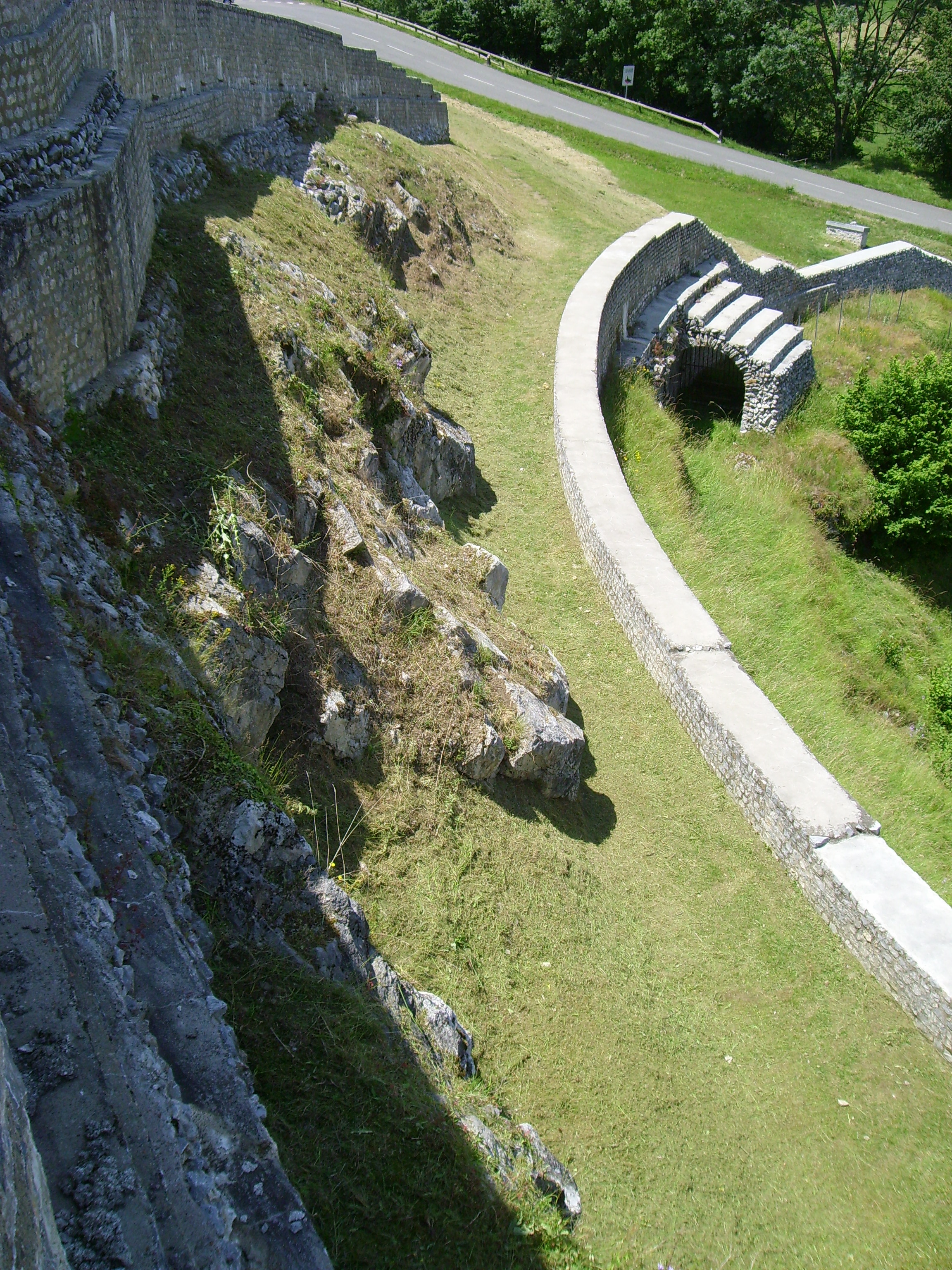
Le théâtre.
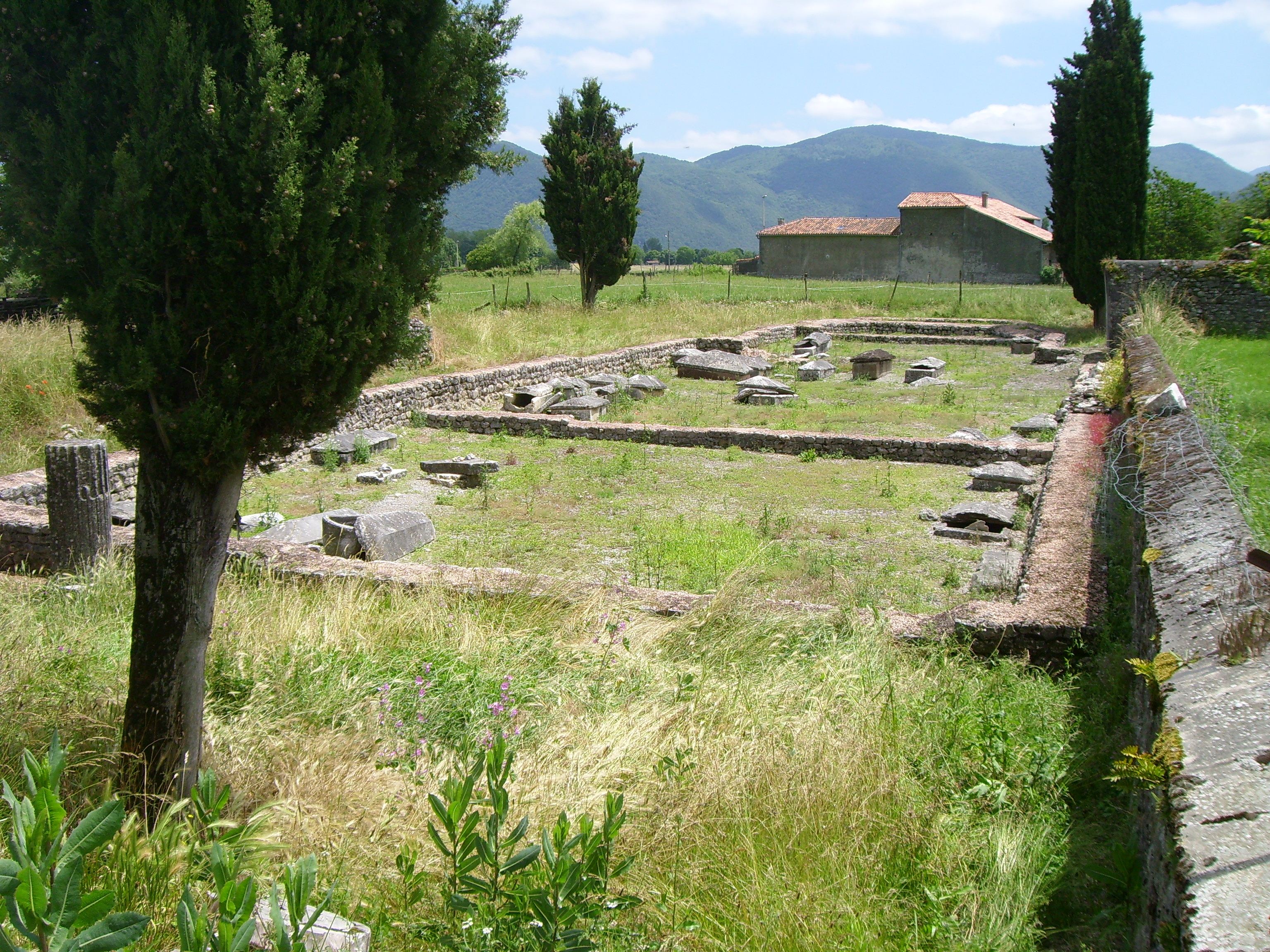
La basilique chrétienne.
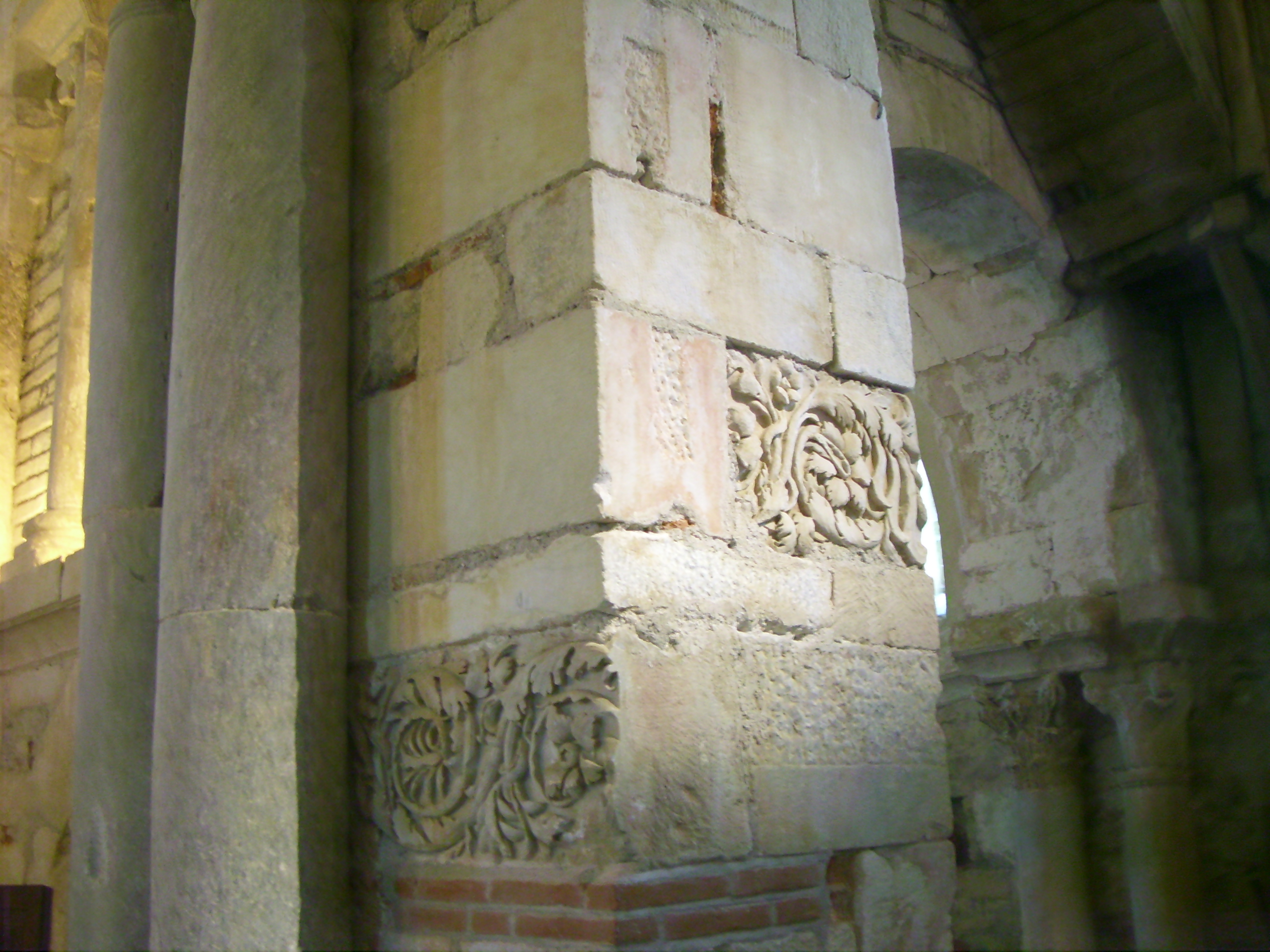
Deux frises romaines en remploi dans la basilique Saint-Just de Valcabrère.
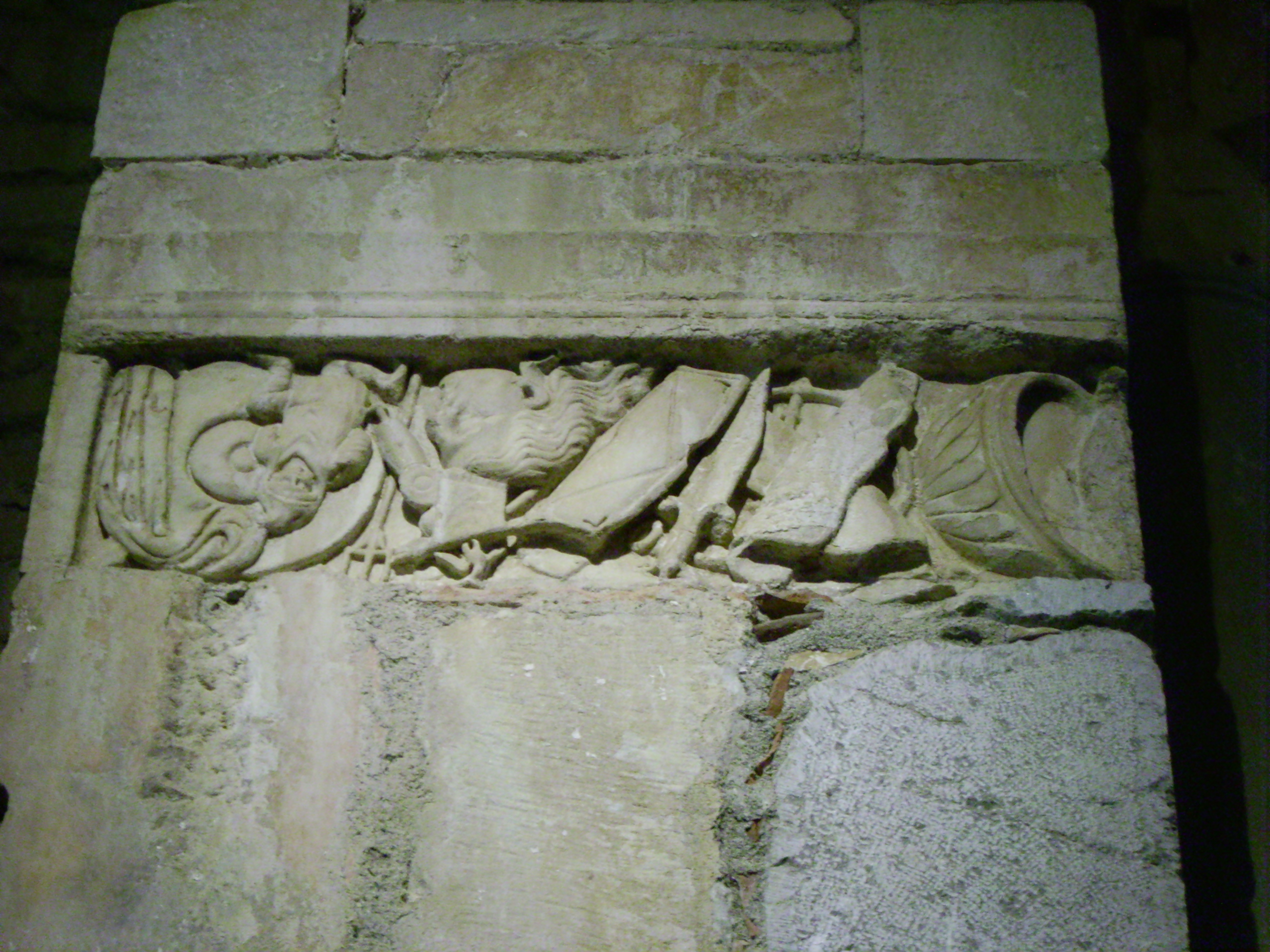
Frise d'armes et de boucliers en remploi dans la basilique Saint-Just de Valcabrère.
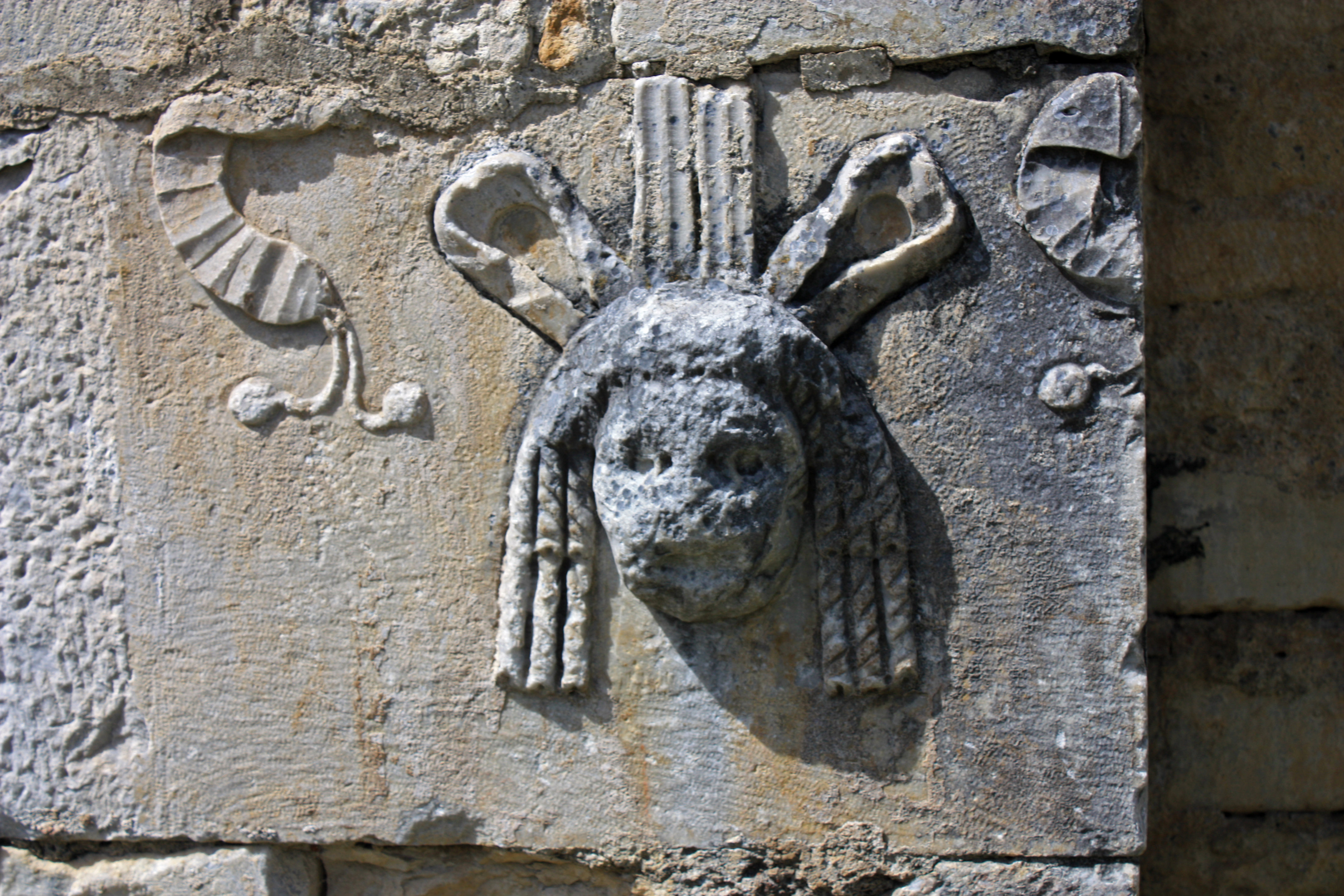
Masque de théâtre en remploi à l'extérieur de la basilique Saint-Just de Valcabrère.

## Sources et bibliographie
- Une partie des informations a été recueillie sur le site archéologique de Saint-Bertrand-de-Comminges.
- (la) La Chorographia, de Pomponius Mela (texte intégral)
- Jean-Luc Schenck, Pour en finir avec Lugdunum Convenarum, Revue de Comminges et des Pyrénées centrales, Tome CXXI no 4 Dernier trimestre 2005  (ISSN 0035-1059)
- Henri Pac, Luchon et son passé, Éd. Privat, 1984  (ISBN 2-7089-2385-4)
- Article d'Elie Wermelinger intitulé "Saint-Bertrand-de-Comminges", ville deux fois fondée" dans la revue L'Equipe Cyclisme Magazine du 12 juillet 1973 à l'occasion de l'étape Luchon-Pau du Tour de France 1973 remporté par Luis Ocana.